# Grzegorz Pasierb
Grzegorz Pasierb (ur. 14 czerwca 1964 r. w Tyczynie, zm. 9 lutego 1991 r. pod Dreznem w Niemczech) – poeta, dziennikarz i nauczyciel.

## Życie
Dzieciństwo spędził w Malawie. W 1983 r. ukończył I Liceum Ogólnokształcące im. Ks. Stanisława Konarskiego w Rzeszowie i zdał maturę. W 1988 r. uzyskał magisterium Wydziału Filologii Polskiej Katolickiego Uniwersytetu Lubelskiego.
Był aktywnym członkiem lubelskiej wspólnoty Odnowy w Duchu Świętym "Effatha", w której działał w czasie studiów. Po powrocie do Rzeszowa pracował jako nauczyciel języka polskiego w Liceum Ekonomicznym. Został też członkiem redakcji solidarnościowego tygodnika poświęconego sprawom społecznym, kulturalnym i religijnym "San". Jako jego korespondent relacjonował m.in. pierwsze w Europie Wschodniej spotkanie młodych Taizé we Wrocławiu w 1989 r., roku – jak pisał – pękających murów i otwieranych spektakularnie granic, roku nadziei i wolności. W Malawie prowadził wspólnotę modlitewną. Był pasjonatem szachów, corocznie w Rzeszowie odbywa się turniej szachowy poświęcony jego pamięci.
Pierwsze wiersze zaczął pisać w wieku piętnastu lat. Jego poezja dotykała kwestie życia, miłości, a przede wszystkim wiary.
Zginął w wypadku samochodowym pod Dreznem. Pochowany na cmentarzu w Malawie. Pośmiertnie, staraniem rodziców, wydano zbiór jego wierszy, opowiadań i listów "...pozdrawiam Was jakby z drugiej strony" (Rzeszów 1995). Poza tym był autorem tomiku „Zostawić ślad swój…”.